# Гегешидзе, Аркадий Спиридонович
Аркадий Спиридонович Гегеши́дзе (15 февраля 1902, Амбролаурский муниципалитет, Рача-Лечхуми и Квемо-Сванети — 10 января 1973, Тбилиси) — командир батальона 7-й бригады морской пехоты Приморской армии Кавказского фронта, Герой Советского Союза (1942).

## Биография
Родился 15 февраля 1902 года в селе Мелаури ныне Амбролаурского района Грузии в крестьянской семье. По национальности — грузин. Окончил городское училище. Работал мастером лесопилки. В Красной Армии с апреля 1921 года. В 1927 году окончил Грузинскую объединённую школу Закавказского военного округа по подготовке командиров РККА. В том же году вступил в ВКП(б). В 1932 году прошёл курсы усовершенствования офицерского состава при школе имени ВЦИК в Москве.
С 1937 года — на службе в Военно-Морском Флоте. С июня 1941 года принимал участие в боевых действиях.
После войны продолжил службу в ВМФ СССР. 5 июля 1946 года ушёл в отставку в звании полковника. Проживал в Тбилиси. Работал председателем комитета ДОС-ФЛОТ Грузинской ССР. Умер 10 января 1973 года.

## История подвига
4-й батальон 7-й бригады морской пехоты принимал участие в обороне города Севастополя во время первого штурма города. В начале ноября 1941 года батальон под командованием капитана Гегешидзе умело прикрывал отход советских войск. Позднее командир 2-го батальона, в середине января 1942 года батальон преградил путь немецким войскам, пытавшимся прорвать советскую линию обороны. В июне 1942 года принимал участие в тяжёлых оборонительных боях.

## Награды
23 октября 1942 года указом Президиума Верховного Совета СССР А. С. Гегешидзе было присвоено звание Героя Советского Союза с вручением ордена Ленина и медали «Золотая Звезда» за номером 717. Награждён также двумя орденами Красного Знамени и различными медалями.